# Malacocephalus okamurai
Malacocephalus okamurai es una especie de pez de la familia Macrouridae en el orden de los Gadiformes.

## Morfología
• Los machos pueden llegar alcanzar los 28 cm de longitud total.

## Hábitat
Es un pez de aguas profundas que vive entre 229-411 m de profundidad.

## Distribución geográfica
Se encuentra en la Guayana Francesa y Brasil.